# أليخاندرو دافي
أليخاندرو دافي (بالإنجليزية: Alex Davey)‏ هو لاعب كرة قدم بريطاني، ولد في 24 نوفمبر 1994 في ولوين جاردن سيتي في المملكة المتحدة. شارك مع منتخب اسكتلندا تحت 19 سنة لكرة القدم. أما مع النوادي، فقد لعب مع سكونثورب يونايتد ونادي بيتربورو يونايتد ونادي ستابك.

## وصلات خارجية
- أليخاندرو دافي على موقع قاعدة بيانات كرة القدم.إي يو (الإنجليزية)
- أليخاندرو دافي على موقع Soccerbase.com (لاعب) (الإنجليزية)
- أليخاندرو دافي على موقع Soccerway.com (الإنجليزية)